# Aeolanthes clinacta
Aeolanthes clinacta is een vlinder uit de familie van de Lecithoceridae. De wetenschappelijke naam van de soort is voor het eerst geldig gepubliceerd in 1925 door Meyrick.